# Gârbea
Il fiume  Gârbea è un affluente del fiume Trotuș in Romania.